# Upogebia vasquezi
Upogebia vasquezi är en kräftdjursart som beskrevs av Ngoc-Ho 1989. Upogebia vasquezi ingår i släktet Upogebia och familjen Upogebiidae. Inga underarter finns listade i Catalogue of Life.